# Нукерень
Нукерень (рум. Nucăreni) — село у Теленештському районі Молдови. Утворює окрему комуну.

## Населення
За даними перепису населення 2004 року у селі проживали 1065 осіб.
Національний склад населення села:
| Національність       | Кількість осіб | Відсоток   |
| -------------------- | -------------- | ---------- |
| молдавани румуни     | 1028 30        | 96,5% 2,8% |
| росіяни              | 3              | 0,3%       |
| українці             | 2              | 0,2%       |
| болгари              | 1              | 0,1%       |
| інша / без відповіді | 1              | 0,1%       |
| Всього               | 1065           | 100%       |